# 奥姆苏克昌
奥姆苏克昌（羅馬化：Omsukchan）是俄罗斯马加丹州的市级镇、奥姆苏克昌区行政中心及最大聚居地，地处马加丹州中部，在州府马加丹东北方。东侧有河流经过。镇西北方有同属一区的市级镇杜卡特。
20世纪30年代因发现丰富矿藏而形成聚居地，名称则来自于埃文语，意为“小沼泽”。1953年设市级镇，20世纪50年代此处有一古拉格。该地2021年人口有3,648人；2010年人口4,157；2002年人口4,529；1989年人口9,873。